# Alexander Senger (Schauspieler)
Alexander Senger (25. August 1840 in Banghaden – 23. Februar 1902 in Menton) war ein deutscher Theaterschauspieler, -regisseur und -intendant.

## Leben
Senger war jugendlicher Held und Liebhaber, und von 1865 bis 1868 in Bremen, sodann in Darmstadt, am Stadttheater in Wien und von 1876 bis 1882 am Stadttheater Leipzig als Schauspieler und Regisseur engagiert. Von 1885 bis 1893 leitete er das Stadttheater in Bremen.
Senger war in erster Ehe mit der Schauspielerin Maria Senger (gest. 1894) verheiratet. Heinz Senger und Viktor Senger, ihre Kinder, wurden ebenfalls Schauspieler. 1895 heiratete er die Opernsängerin Katharina Bettaque.